# Riq Woolen
Tariq Woolen (Fort Worth, Texas, 2 de mayo de 1999) más conocido como Riq Woolen, apodado Riq the Freak o Avatar, es un jugador profesional estadounidense de fútbol americano que se desempeña en la posición de cornerback en Seattle Seahawks, equipo de la National Football League (NFL).

## Carrera
Fue seleccionado en la quinta ronda en la Reunión Anual de Selección de Jugadores de la NFL de 2022. Hizo su debut profesional con el equipo Seattle Seahawks, donde lleva jugando dos temporadas.